# لوچیانو چینیو
لوچیانو چینیو (انگلیسی: Luciano Cigno؛ زادهٔ ۲۹ فوریهٔ ۱۹۸۸) بازیکن فوتبال اهل آرژانتین است.